# Simon Kinberg
Simon Kinberg (Londen, 2 augustus 1973) is een in het Verenigd Koninkrijk geboren Amerikaans filmproducent, scenarist en regisseur. 

## Biografie
Kinberg werd geboren op 2 augustus 1973 in Londen in een Joods-Amerikaans gezin. Hij groeide op in de Verenigde Staten, waar hij studeerde aan de Brown University en nadien aan de Columbia University School of the Arts. 
Reeds tijdens zijn studies, verkocht hij een idee aan Warner Brothers, waarna hij scenario's begon te schrijven voor o.a. Walt Disney Pictures, Sony Pictures en DreamWorks, waar hij mocht samenwerken met o.a. Steven Spielberg en Jerry Bruckheimer. Zijn eerste credit voor een scenario kreeg hij in 2005 voor de film xXx: State of the Union. In 2008 verscheen Jumper, de eerste film die Kinberg produceerde. 
In 2019 maakt Kinberg zijn debuut als regisseur met de film X-Men: Dark Phoenix.

## Filmografie
| Jaar | Productie                       | Functie                        |
| ---- | ------------------------------- | ------------------------------ |
| 2005 | xXx: State of the Union         | Scenarist                      |
| 2005 | Mr. & Mrs. Smith                | Scenarist                      |
| 2006 | X-Men: The Last Stand           | Scenarist                      |
| 2008 | Jumper                          | Producent Scenarist            |
| 2009 | Sherlock Holmes                 | Scenarist                      |
| 2011 | X-Men: First Class              | Producent                      |
| 2012 | This Means War                  | Producent Scenarist            |
| 2012 | Abraham Lincoln: Vampire Hunter | Uitvoerend producent Scenarist |
| 2013 | Elysium                         | Producent                      |
| 2014 | X-Men: Days of Future Past      | Producent Scenarist            |
| 2014 | Let's Be Cops                   | Producent                      |
| 2015 | Cinderella                      | Producent                      |
| 2015 | Chappie                         | Producent                      |
| 2015 | Fantastic Four                  | Producent Scenarist            |
| 2015 | The Martian                     | Producent                      |
| 2016 | Deadpool                        | Producent                      |
| 2016 | X-Men: Apocalypse               | Producent Scenarist            |
| 2017 | Logan                           | Producent                      |
| 2017 | Murder on the Orient Express    | Producent                      |
| 2018 | Deadpool 2                      | Producent                      |
| 2019 | X-Men: Dark Phoenix             | Regisseur Producent Scenarist  |
| 2020 | The New Mutants                 | Producent                      |
| 2022 | The 355                         | Regisseur Producent Scenarist  |
| 2024 | Deadpool & Wolverine            | Producent                      |